# Tabaco (Albay)
Tabaco is een stad in de Filipijnse provincie Albay op het eiland Luzon. Bij de laatste census in 2007 had de stad bijna 124 duizend inwoners.
Ten zuiden van Tabaco ligt een van de bekendste vulkanen van de Filipijnen, de Mayon.

## Geografie

### Topografie
Tabaco ligt grotendeels op het vasteland van Luzon. Daarnaast valt ook het westelijke deel van het eiland San Miguel onder het bestuur van de stad. Het gedeelte van de stad op het vasteland grenst aan de gemeenten Polangui in het noorden, Oas in het westen, Malilipot in het zuidoosten en de stad Ligao in het zuidwesten. De totale oppervlakte van de stad is 117,1 km².

### Bestuurlijke indeling
Tabaco is onderverdeeld in de volgende 47 barangays:
| - Agnas - Bacolod - Bangkilingan - Bantayan - Baranghawon - Basagan - Basud - Bogñabong - Bombon - Bonot - San Isidro - Buang - Buhian - Cabagñan - Cobo - Comon | - Cormidal - Divino Rostro - Fatima - Guinobat - Hacienda - Magapo - Mariroc - Matagbac - Oras - Oson - Panal - Pawa - Pinagbobong - Quinale Cabasan - Quinastillojan - Rawis | - Sagurong - Salvacion - San Antonio - San Carlos - San Juan - San Lorenzo - San Ramon - San Roque - San Vicente - Santo Cristo - Sua-Igot - Tabiguian - Tagas - Tayhi - Visita |

## Demografie
Tabaco had bij de census van 2007 een inwoneraantal van 123.513 mensen. Dit zijn 16.347 mensen (15,3%) meer dan bij de vorige census van 2000. De gemiddelde jaarlijkse groei komt daarmee uit op 1,98%, hetgeen lager is dan het landelijk jaarlijks gemiddelde over deze periode (2,04%). Vergeleken met de census van 1995 is het aantal mensen met 26.520 (27,3%) toegenomen.
De bevolkingsdichtheid van Tabaco was ten tijde van de laatste census, met 123.513 inwoners op 117,14 km², 1054,4 mensen per km².

## Economie
De economie is voornamelijk gericht op de landbouw. Veelvoorkomende producten zijn onder andere rijst, wortelgewassen, groenten, kokosnoten en abaca (bananensoort). Daarnaast zijn veel inwoners van de stad werkzaam in de veeteelt (voornamelijk kippen en varkens) en de visserij.

## Geboren in Tabaco
- Edcel Lagman (1942-2025), politicus